# Novella (diritto)
Novella, nel linguaggio giuridico, è una norma giuridica che modifica o sostituisce parte di un testo normativo previgente, riformandolo in maniera organica.
Il fenomeno di introduzione nell'ordinamento giuridico di una novella è detto novellazione.

## Origine
Il termine "novella" ha radici storiche risalenti al periodo bizantino, poiché le “novelle” erano le raccolte di costituzioni emanate dagli imperatori per modificare la codificazione previgente. Infatti Novellae Constitutiones era il nome dato alle raccolte di costituzioni imperiali emanate dopo la promulgazione del Codice giustinianeo.

## Esempi
In diritto costituzionale sono novelle tutte le leggi di revisione costituzionale, che modificano e integrano il testo costituzionale. Non sono novelle invece le leggi costituzionali che non intervengono direttamente sul testo della Costituzione, ma lo affiancano.